# Terra Vermelha
Terra Vermelha (italiano: La terra degli uomini rossi) é um filme ítalo-brasileiro de 2008, do gênero drama, dirigido por Marco Bechis, coautor do roteiro com Luiz Bolognesi e Lara Fremder.

## Elenco
- Abrísio da Silva Pedro: Osvaldo
- Alicélia Batista Cabreira: Lia
- Ademilson Concianza Verga: Irineu
- Ambrósio Vilhalva: Nadio
- Claudio Santamaria: Roberto
- Matheus Nachtergaele: Dimas
- Fabiane Pereira da Silva: Maria
- Chiara Caselli: Beatrice
- Leonardo Medeiros: Medeiros
- Nelson Concianza: Nhanderu
- Poli Fernandez Souza: Tito
- Eliane Juca da Silva: Mami